# 祖斯柏·布隆基斯
拉尔斯·耶斯佩·布洛姆奎斯特（瑞典語：Lars Jesper Blomqvist，瑞典語發音：[lɑːʂ ˈjɛ̌sːpɛr ˈblʊ̂mːkvɪst]；1974年2月5日—）是一名已退休瑞典足球運動員，司職左翼，曾效力AC米蘭、帕爾馬及曼聯等著名球會，是曼聯三冠王冠軍隊成員之一，亦是前瑞典國家隊成員。

## 球會生涯
布洛姆奎斯特的職業生涯黃金時期常被傷患困擾，即使如此，他仍然是瑞典歷史上三位曾經奪得歐洲聯賽冠軍盃冠軍獎牌的足球員之一。（其餘兩人分別為射手亨里克·拉松及著名後衛帕特里克·安德松）
布隆基斯在瑞典國內的足球聯賽磨練了4年後，於1996年被意甲勁旅AC米蘭看中，登陸了意大利甲組聯賽。他在1996/97年球季共上陣20場，射入1球，雖然他在該支人才濟濟的球隊中顯示出他於左路側擊的天份，但AC米蘭仍決定把他賣到另一支意甲球隊帕爾馬。
在帕爾馬的一季，他表現出色，因此吸引了不少球會注意，其中包括英超強隊曼聯。曼聯領隊費格遜把他帶到英格蘭超級聯賽，作為左翼傑斯的替補。由於在該個球季傑斯時有傷患及休息，因此造就了布隆基斯有不少上陣機會。在歐洲聯賽冠軍盃決賽對拜仁慕尼黑當晚，由於隊中兩名正選中場堅尼及史高斯均未能披甲上陣，布隆基斯以正選身份上陣該場經典賽事。雖然他於下半場被前鋒舒寧咸入替，錯過了球隊最後反勝的一幕，但他仍然成為了球隊其中一名奪冠功臣。長期傷患令布隆基斯往後的時間都未能為球隊上陣，最後曼聯未有和他續約，這名瑞典球員於2001年轉會到愛華頓，他共替曼聯上陣25場，射入1球。
布隆基斯來到愛華頓後已經不復當年勇，而且依然傷患纏身，只曾上陣15場射入1球。一年後再轉會至查爾頓，但仍受傷患困擾，僅上陣過3次，球季完結後回到瑞典聯賽加盟佐加頓斯，但其後卻因長時間膝傷宣佈提早退休，當時他只有31歲。

## 國家隊生涯
布隆基斯是瑞典於1994年世界盃獲得季軍的成員之一。他合共代表瑞典國家隊上陣30場賽事，由於傷患問題，他始終未能長時間成為球隊的中心球員。

## 布隆基斯與曼聯
很多曼聯球迷認為布隆基斯是另一個沙柏，同樣是傷患纏身的悲劇天才球員，同樣是黯然離開球隊。在曼聯成為三冠王的過程中，布隆基斯雖然未有如傑斯般於左路屢建奇功、關過斬將，但他卻有著打不死的鬥心，經常於左路助攻助守，為後防分擔了不少負擔，加上當季曼聯氣勢如虹，因此他曾得到不少球迷的厚愛。他在曼聯最後的兩年過得並不如意，長時間回國養傷令他與曼聯之間的關係變得愈來愈疏離，在他離開之後，便曾公開批評他在球會沒有得到足夠的支持及鼓勵。